# Hasarius egaenus
Hasarius egaenus är en spindelart som beskrevs av Tord Tamerlan Teodor Thorell 1895. Hasarius egaenus ingår i släktet Hasarius och familjen hoppspindlar. Inga underarter finns listade i Catalogue of Life.